# 柯坪县
柯坪县（維吾爾語：كەلپىن ناھىسى‎，拉丁维文：Kelpin nahisi）是中国新疆维吾尔自治区阿克苏地区所辖的一个县，位于新疆西部。总面积为8918平方公里，人口約5.1万人。

## 行政区划
柯坪县下辖3个镇、2个乡：
柯坪镇、盖孜力克镇、阿恰勒镇、玉尔其乡和启浪乡。

## 人口民族
2020末，根據全國第七次人口普查結果顯示：全县常住人口為50619人。